# صدمة توزيع الدم
صدمة توزيع الدم (بالإنجليزية: Distributive shock)‏ هي أحد الأنواع الأربعة الرئيسية لحالة صدمة جهاز الدوران وهي حالة طبية مهددة للحياة يحدث فيها انخفاض في معدلات وصول الدم إلى الأنسجة مما يسبب نقص في وظيفة الأنسجة وموت الخلايا. وتعد الصدمة المتعلقة بجهاز الدوران من الحالات الطبية الطارئة.

## آلية حدوثها
في صدمة توزيع الدم وللأسباب الواردة لاحقًا يحدث اصطراب في استجابة الأوعية الدموية للإشارات العصبية المتحكمة في انقباضها وانبساطها، مما يسبب انخفاض ضغط الدم. كما يحدث تمدد للأوعية الدموية الصغيرة المغذية للأعضاء الغير حيوية كالجلد مثلًا فيزداد تدفق الدم إليها على حساب تدفقه إلى الأعضاء الحيوية كالمخ والقلب.
يعمل القلب بشكل سوي في هذا النوع من الصدمة وتتلقى الدورة الدموية كمية كافية من الدم، على عكس بعض الأنواع الأخرى من صدمات جهاز الدوران كصدمة نزيف الدم التي تفقد فيها الدورة الدموية كميات كبيرة من الدم والصدمة القلبية التي لا يعمل فيها القلب بكفاءته الطبيعية.
كما تزداد نفاذية الشعريات الدموية وتتسرب منها مكونات الدم والسوائل من داخل الوعاء الدموي إلى المسافات الصغيرة بين الخلايا، مما يؤدي نقص حجم الدم ولزوجته وتركزه مما يرفع من احتمالية تكوين الجلطات الدموية التي تسبب انسداد الأوعية الدموية ومنع وصول الدم إلى الأنسجة وبالتالي موتها.

## الأسباب والأنواع

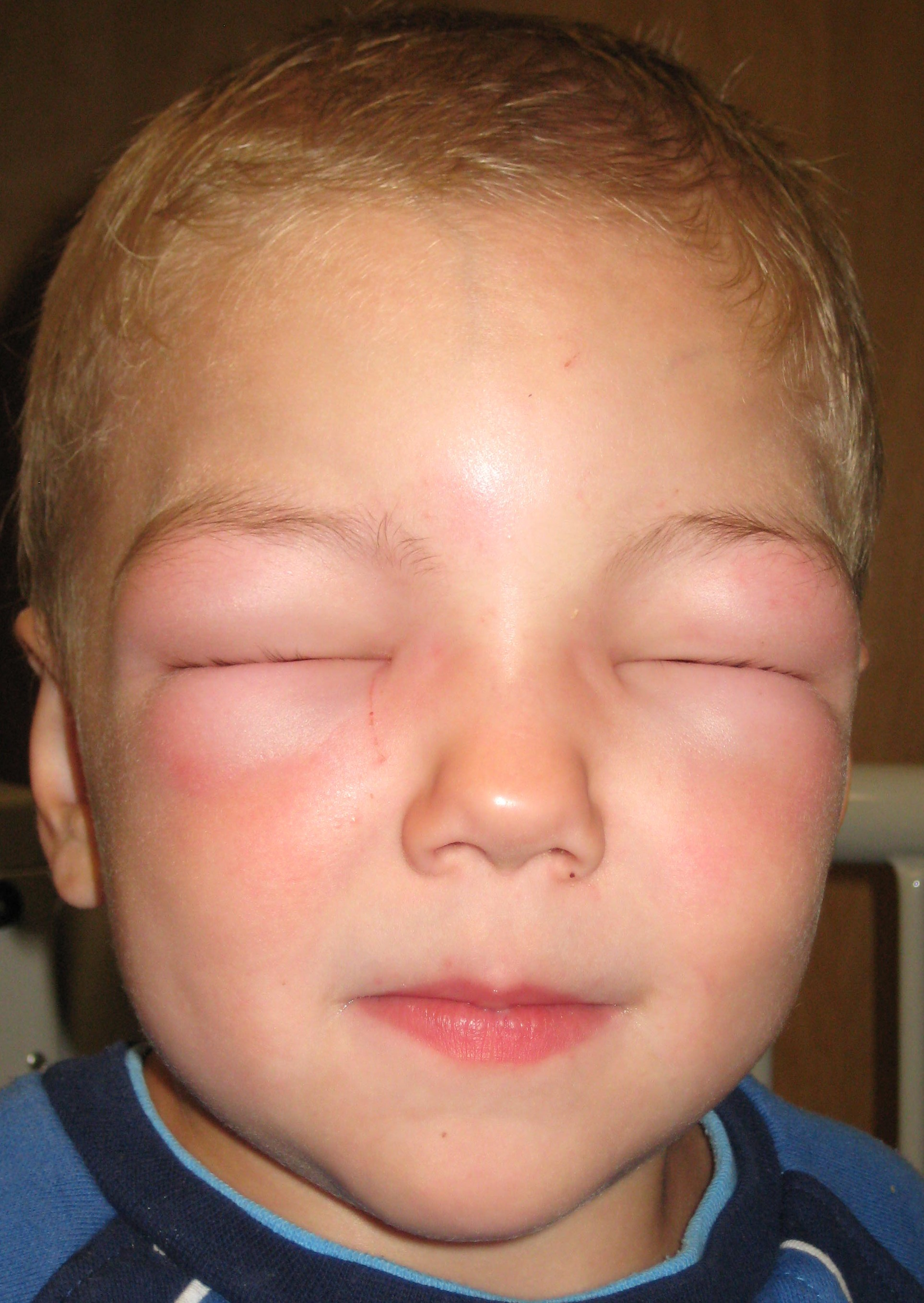
انتفاخ الجفون من أوضح أعراض صدمة الحساسية

شرى يظهر في الذراع

تنقسم صدمة توزيع الدم بدورها إلى 4 أنواع:
- صدمة إنتانية وهي الأكثر حدوثًا وهي حالة التهاب تؤثر على الجسم كله نتيجة عدوى جرثومية وظهور جراثيم ونواتج استقلابها في الدم والأنسجة، مما يؤدي إلى تعفن الدم، ويتعرض لها في الغالب الأطفال والأشخاص المثبطون مناعياً, ويمكن اعتبار متلازمة الاستجابة الالتهابية الجهازية (SIRS) أحد مراحل الصدمة الإنتانية.[5]
- صدمة الحساسية وتحدث نتيجة التعرض للمؤرجات (وهي مواد العيانة المريض من حساسية ضدها) إما عن طريق البلع أو التماس مع سطح الجلد أو الحقن أو عبر الاستنشاق في بعض الأحيان. يؤدي هذا التعرض إلى حدوث رد فعل مناعي حاد من فرط الحساسية يكون في كثير من الأحيان قاتلاً مالم يعالج بالشكل المناسب. يعد أهم أعراضها هو انتفاخ الجفوق وظهور لطخات جلدية حمراء مرتفعة عن سطح الجلد شديدة الحكاكة تسمى الشرى (Urticaria).[6]
- صدمة عصبية وتحدث نتيجة تضرر الجهاز العصبي المركزي (المخ والحبل الشوكي) بشدة مما يتسبب في غياب السيطرة العصبية على درجة انقباض الأوعية الدموية، فتتمدد الأوعية المغذية للأعضاء الغير حيوية ويتدفق إليها الجزء الأكبر من الدم على حساب الأعضاء الحيوية.
- صدمة بسبب أزمة الغدة الكظرية وفيها يعاني المريض من فشل الغدة الكظرية في إفراز هرمون الكورتيزول بمعدلاته المطلوبة، وهو من الهرمونات المهمة لتنظيم ضغط الدم ونسبة الجلوكوز فيه.

## التشخيص
يتم التشخيص بأخذ التاريخ المرضي للمريض والفحص الطبي الشامل الذي يتضمن قياس ضغط الدم وقياس معدل وقوة النبض . لا توجد اختبارات تقطع نتيجتها بتشخيص حدوث الصدمة وإنما يتم إجراء بعض الاختبارات للتحقق من سبب الصدمة واستبعاد أية أمراض أخرى، من هذه الاختبارات هو قياس الأس الهيدروجيني للدم وقياس تشبع الأكسجين (Oxygen saturation) في الشريان الرئوي من خلال قسطرة الشريان الرئوي, و عمل أشعات سينية وأشعات فوق صوتية على أماكن متفرقة من الجسم لاستكشاف أية بؤر للعدوى في حالات الصدمة الإنتانية.

## العلاج
يختلف علاج حالات صدمة توزيع الدم حسب السبب والنوع، وفي المجمل يجب تدفئة مريض الصدمة وإمداده بالمسكنات والمهدئات ورفع الساقين قليلًا واستخدام التنفس الصناعي وضخ كميات أكبر من الأكسجين والبدء بإعطاؤه سوائل وريدية ونقل الدم فور توفره.